# Авюзі
Авюзі (фр. Avusy) — громада  в Швейцарії в кантоні Женева.

## Географія
Громада розташована на відстані близько 145 км на південний захід від Берна, 14 км на південний захід від Женеви.
Авюзі має площу 5,2 км², з яких на 21,7% дозволяється будівництво (житлове та будівництво доріг), 68,9% використовуються в сільськогосподарських цілях, 9,1% зайнято лісами, 0,4% не є продуктивними (річки, льодовики або гори).

## Демографія
2019 року в громаді мешкало 1401 особа (+1,7% порівняно з 2010 роком), іноземців було 11,9%. Густота населення становила 271 осіб/км².
За віковим діапазоном населення розподілялося таким чином: 22,1% — особи молодші 20 років, 61,2% — особи у віці 20—64 років, 16,7% — особи у віці 65 років та старші. Було 490 помешкань (у середньому 2,8 особи в помешканні).
Із загальної кількості 218 працюючих 62 було зайнятих в первинному секторі, 45 — в обробній промисловості, 111 — в галузі послуг.